# Type 4 SNCB
Le Type 4 des Chemins de fer de l'État belge (SNCB après 1926) est un modèle de locomotive à vapeur pour trains de voyageurs de disposition d'essieux Prairie (131T) mises en service de 1878 à 1882.
Spécialisées dans le service des trains de voyageurs omnibus, ces locomotives-tender à foyer Belpaire sont une évolution du Type 3 État belge. La chaudière et le mécanisme de ces deux locomotives sont directement issus du type 28 de 1864, des 030 à tender séparé. Reléguées aux manœuvres et dessertes marchandises locales, les dernières type 4 seront retirées de la circulation en 1932.

## Histoire

### Genèse
Dans les années 1860-1870, le réseau ferroviaire belge se développe avec la création de nouvelles lignes locales et surtout l'ajout de nouveaux arrêts aux lignes existantes, avec une distinction plus claire entre les trains rapides à long parcours et ceux à arrêts fréquents. De plus en plus de voyageurs sont des ouvriers ou employés utilisant quotidiennement le train pour se rendre au travail. Toutefois, l’État belge ne dispose que de peu de locomotives-tender, adaptées aux trains omnibus de fort tonnage, dans les régions industrieuses. Beaucoup de ces trains sont remorquées par d'anciennes locomotives ou des machines pour trains de marchandises.
Un premier essai de locomotives unifiées est réalisé en 1874 sous la forme des dix locomotives Type 3, destinées à la ligne du Luxembourg. Ces 030T dotées d'un essieu additionnel sont basées sur les locomotives du Type 2, une version à grandes roues des locomotives pour marchandises des types 28 et 29. Les machines Type 3, spécialement prévues pour les trains de voyageurs à arrêts fréquents sur fortes rampes, se montre décevantes, en particulier à cause de leur instabilité à vitesse élevée et dans les courbes. Elles n'ont en effet aucun essieu porteur à leurs extrémités.
En 1878, la Type 3 n°811 sera modifiée avec adjonction d'un essieu porteur supplémentaire sous la cabine de conduite, améliorant sensiblement les qualités de roulement. Elle sera désignée comme Type 4 et radiée en 1901.

### Mise au point
Ne souhaitant pas commander de locomotives Type 3 supplémentaires, l’État belge charge les ingénieurs Bika et Schaar de réaliser un nouveau modèle, qui se caractérise par la présence d'un essieu porteur à l'avant et à l'arrière.
Elles partagent la chaudière et le mécanisme des locomotives du Type 28. Comme ces dernières et les autres locomotives dont elles sont issues, le châssis double comporte des longerons extérieurs masquant les roues motrices ; les cylindres sont intérieurs et le foyer Belpaire de première génération est à fond plat. Les roues de 1 700 mm sont communes aux types 2 et 3 tandis que le diamètre des roues porteuses (1 060 mm) est le même que sur le Type 3. Il y a toutefois deux essieux porteurs et leur agencement diffère radicalement des autres locomotives Belpaire alors en service.
L'ajout des deux paires de roues porteuses — une en avant des cylindres et une sous l'abri — donne au nouveau modèle un empattement total de 8,40 m contre 4 m pour les types 2 et 28 dont elles sont issues et 4,8 pour le Type 3. Afin de ne pas compromettre l'inscription en courbe et de faciliter le guidage sur les aiguillages, ces deux essieux extrêmes sont disposés dans des boîtes d'essieu radiales (système Roy) dont l'axe, situé au niveau de l'essieu moteur le plus proche, laisse les essieux porteurs pivoter dans les courbes. L'ensemble formé par les trois essieux moteurs n'a pas de débattement latéral, son empattement étant de 4 m.
Ces locomotives sont dotées du frein continu Westinghouse, il s'agit du premier modèle belge construit d'emblée avec ce système de freinage, alors en cours d'installation sur le matériel de voyageurs. Elles disposent également d'un frein à contre-vapeur système Le Châtellier et de nouvelles soupapes de sûreté Rambsbottom. Leur châssis très long (16,95 m) permet d'installer d'importantes cuves à eau, se prolongeant en avant de la boîte à fumée (à l'instar des 131 T des Chemins de fer de l'Est réalisées en France en 1905-1907). Leur contenance égale et même surpasse celle des tenders à deux essieux alors utilisés par l’État belge.

### Construction
Les neuf premières Type 4 sont assemblées en 1878-1879 par la Compagnie belge (Charles Evrard), qui avait déjà réalisée les dix Type 3. Fin 1879, le modèle est amélioré avec l'ajout de balanciers conjuguant les ressorts à lames des essieux 1 à 3 et 4 à 5. Les dimensions ont également évolué sensiblement entre la n°1196, figurant à l'exposition de Bruxelles en 1880, et les premiers exemplaires de 1878. La position des sablières et la forme de l'abri varient selon les constructeurs.
Cinq constructeurs se sont partagé la fourniture des locomotives Type 4 :
- La Compagnie belge assemble en réalise 30 entre 1878 et 1881 : les 1087 à 1095, 1177 à 1181, 1197-1198, 1228-1229, 1274-1277 et 1370-1372 ;
- La Société de Tubize livre 23 exemplaires de 1879 à 1881 : les 1096-1099, 1172-1176, 1195-1196, 1368-1369, 1434-1438 et 1457-1461 ;
- Les Forges, Usines et Fonderies de Haine-Saint-Pierre en livrent 22 de 1879 à 1882 : 1100-1104, 1187-1191, 1199-1200, 1268-1271, 1439-1441 et 1462-1465 ;
- Cockerill réalise huit locomotives en 1879, numérotées 1105-1112 ;
- Carels frères assemble 13 Type 4 en 1879-1880 : les 1182-1186, 1192-1194, 1225-1227 et 1272-1273.

## Utilisation
Les premiers exemplaires sont affectés aux remises de Bruxelles (Quartier Léopold) et Ottignies, où elles remplacent les type 3 utilisées entre Bruxelles et Namur. Elles sont également affectées aux dépôts de Ronet et d'Arlon, roulant sur la ligne du Luxembourg, et à celui de Bertrix sur la ligne d'Athus-Meuse, alors inachevée. Avec l'arrivée de locomotives type 4 supplémentaires, elles seront également utilisées en trafic marchandises et voyageurs dans la région de Charleroi, La Louvière et Mons, aux dépôts de Tamines, Charleroi, Luttre, Haine-Saint-Pierre et Mons. Celles de Baulers, chassant à nouveau les type 3, serviront notamment aux dessertes et manœuvres sur la ligne de Court-Saint-Étienne à Manage. En 1881, on en retrouve également à Berzée, Verviers, Merelbeke (Gand), Bruxelles-Midi Bruxelles-Nord et Anvers. Les locomotives de ces deux derniers dépôts assurent des trains omnibus, mais aussi des express rapides entre Bruxelles et Anvers, celles de Gand étant utilisées pour les marchandises et les manœuvres à Gand, Audenarde, Ingelmunster et Anzegem, quant à celles de Verviers, leurs capacités de bonnes grimpeuses les désigne à la desserte des lignes des Plateaux de Herve (lignes 38A et 38).
Dans les années 1890, les locomotives employées sur les lignes à fortes rampes sont remplacées par des modèles plus puissants et reléguées vers les lignes à profil facile, à l'exception de celles employées dans les bassins du Centre et de Charleroi. L'arrivée des locomotives du Type 15, construites à partir de 1899, entraine leur remplacement progressif en tête des trains de voyageurs. En 1909, on trouve des type 4 à Aerschot (équipées du système de frein Belleroche pour remorquer des voitures héritées du Grand Central Belge), à Alost, Braine-le-Comte, Courtrai, Landen, Liers, Piéton et Wavre. Elles rapidement sont reléguées aux manœuvres et trains de marchandises locaux, sauf celles d'Alost et de Bruxelles-Nord, assurant des trains d'heure de pointe entre Bruxelles et Gand.
En 1897, le bissel avant de la 1112 est remplacé par un bogie, faisant d'elle la première Pacific belge. Ses réserves d'eau sont agrandies. Affectée à des trains directs vers Bruxelles-Midi et Mons, elle est rayée des inventaires en 1926. Quelques Type 4 ont également reçu une nouvelle chaudière dans les années 1890[réf. nécessaire].
L'ensemble de la série est encore en service lors de l'invasion de 1914. Une partie est évacuée à temps en France.
L'occupant allemand classe 34 machines en bon état dans la série T05, matricules entre 08001 et 08057, suggérant qu'au-moins 57 type 4 se trouvaient en Belgique. Les marquages allemands sont ajoutés à la peinture blanche tandis que ceux en relief de l’État belge ne sont pas retirés. Seules trois des type 4 prises en écritures par les Allemands survivront à la guerre. Les autres, usées par un service intensif, ont été démolies, tout comme celles trouvées en trop mauvais état au début et à la fin du conflit.
Au recensement de 1922, il ne reste que 36 locomotives du type 4 en service, principalement celles qui ont passé la guerre dans le camp allié. Elles sont réparties entre les dépôts de Courtrai, Virton, Ciney, Pepinster, Alost, Liers et Bruxelles-Nord. L'effectif est encore inchangé en 1927 mais plusieurs dépôts ont perdu leurs type 4 au profit de Maaseik, Mol et Saint-Nicolas.
Surtout constituées de manœuvres et de marchandises vers 1920, les prestations et le nombre des locomotives type 4 s'accroissent et elles remorquent à nouveau des semi-directs de voyageurs autour de Bruxelles, Gand, Grammont et Denderleeuw jusqu'en 1931, lorsque des autorails et des machines à vapeur plus récentes prennent la relève. Alost était alors le dernier dépôt regroupant des type 4. Courtrai affecte ses locomotives aux manœuvres et à des trains locaux autour de Courtrai et Roulers, elles s'effacent également en 1931. Bruxelles-Nord affecte son modeste effectif aux manœuvres dans la gare et le dépôt, Liers les utilise sur des dessertes de proximité jusqu'à la fermeture du dépôt en 1926 tandis que Pepinster les utilise brièvement aux manœuvres jusque Spa et Ensival. Celles du dépôt de Ciney desserviront la ligne 126, Virton les affecte aux manœuvres des gares de l'Athus-Meuse. A contrario, le dépôt de Mol affecte ses type 4 à la traction de trains plus importants mais leur utilisation ne dure que de 1927 à 1928.
À la création de la SNCB en 1926, elles restent immatriculées dans le type 4 et conservent leurs matricules d'origine. Il en reste encore une vingtaine en service lors de l'entrée en vigueur de la nouvelle numérotation SNCB ; elles prennent les numéros 400-401, 403-405, 407-411, 413, 415-419 et 421-423. La SNCB a cependant pris la décision de se défaire rapidement de ces locomotives d'un autre âge. Leur utilisation régulière prend fin avant la fin de 1931 et les dernières disparaissent des inventaires à la fin de l'année 1932.